# Typostrophenlehre
Die Typostrophenlehre war eine von Otto Heinrich Schindewolf eingeführte Evolutionstheorie, die vor allem in Deutschland Verbreitung fand, heute aber nicht mehr dem Stand der Wissenschaft entspricht.
Die Evolution der Organismen verläuft nach dieser Auffassung regelhaft in sogenannten Typostrophen. Eine Typostrophe beginnt mit der Entstehung einer neuen Form (Typogenese), die dann im Laufe der Zeit im Rahmen ihrer Entwicklungspotenzen ausgestaltet wird (Typostase). Schließlich gelangt die Form an die Grenzen ihrer Möglichkeiten und stirbt aus (Typolyse).
Die Typogenese wird als eine Phase tiefgreifender Umbildungen qualitativer Art, autonom, sprunghaft, revolutiv, explosiv, also zeitlich relativ eng begrenzt, aufgefasst. Das Ergebnis ist dann ein neuer Bauplan, ein neuer Typus. Diese Phase besitzt nach Otto Heinrich Schindewolf einen ihr eigenen phyletischen Mechanismus, der durch das Auftreten von Makromutationen gekennzeichnet ist, und sich von den infraspezifischen („neodarwinistischen“) Mechanismen scharf unterscheidet.
Während der Typostase wird das morphologische Niveau nur in geringen, sozusagen oberflächlichen Ausmaßen geändert. Das Gefüge des Bauplanes, des Typus, bleibt erhalten. Die Evolution erfolgt hier in etwa auf die Art und Weise, welche die Selektionstheorie beschreibt. In dieser Phase entsteht aber niemals etwas grundlegend Neues. Streng genommen sind diese Anpassungen eine Sackgasse der Evolution.
Die Typolyse hingegen ist eine Phase der Entartung, der Verwilderung und der Auflösung der Typen. Es entstehen Formen, die von der Norm abweichen. Letztendlich führt das zum Aussterben der Form.
Die Typostrophenlehre geht auf altes Gedankengut der Naturphilosophen (Georges Cuvier, Johann Wolfgang von Goethe, Friedrich Schelling, Lorenz Oken u. a.) zurück. Sie wurde von Karl Beurlen begründet und in ihrer reifsten Form von Otto Heinrich Schindewolf, von dem auch der Begriff „Typostrophe“ geprägt wurde, vertreten. Die Autoren, welche derartige Auffassungen vertraten, waren meist Paläontologen. Eine wesentliche Voraussetzung der Typostrophenlehre ist, dass die Lücken im Fossilbefund „echt“ sind, das heißt, dass es bestimmte Zwischenformen niemals gab. Diese Theorie wurde explizit als Gegensatz zur Selektionstheorie Charles Darwins formuliert. Die Anpassung spielt in der Typostrophenlehre keine Rolle für die eigentliche Evolution: Die eigentlichen Neuerungen erfolgen während der Typogenese sprunghaft, ohne Einfluss der Selektion. Die neuen Typen müssen einen Lebensraum finden, der für sie geeignet ist.
Da Schindewolf nur in deutscher Sprache publizierte, blieb die Typostrophenlehre international so gut wie unbekannt. In Deutschland hingegen war diese Auffassung, zumindest unter Paläontologen, lange Zeit der Standard. Schindewolfs Buch von 1950 war die übliche Quelle, anhand derer sich Paläontologen über Evolution informierten.